# Lupcourt
Lupcourt é uma comuna francesa na região administrativa de Grande Leste, no departamento de Meurthe-et-Moselle. Estende-se por uma área de 6,94 km². Em 2010 a comuna tinha 447 habitantes (densidade: 64,4 hab./km²).